# ميا ركمان
ميا ركمان (من مواليد 28 أبريل 1997) عارضة أزياء وحاملة لقب مسابقة ملكة جمال كرواتية، توجت بمسابقة ملكة جمال الكون كرواتيا 2019. مثلت بلدها كرواتيا في مسابقة ملكة جمال الكون 2019.

## روابط خارجية
- Miss Universe Croatia Website

| الجوائز و الإنجازات | الجوائز و الإنجازات          | الجوائز و الإنجازات   |
| ------------------- | ---------------------------- | --------------------- |
| سبقه ميا بوجاتينا   | ملكة جمال الكون كرواتيا 2019 | تبعه ميرنا نيا ماريتش |